# Westflämisch

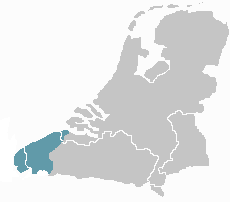
Verbreitungsgebiet des Westflämischen im Niederländischen Sprachraum

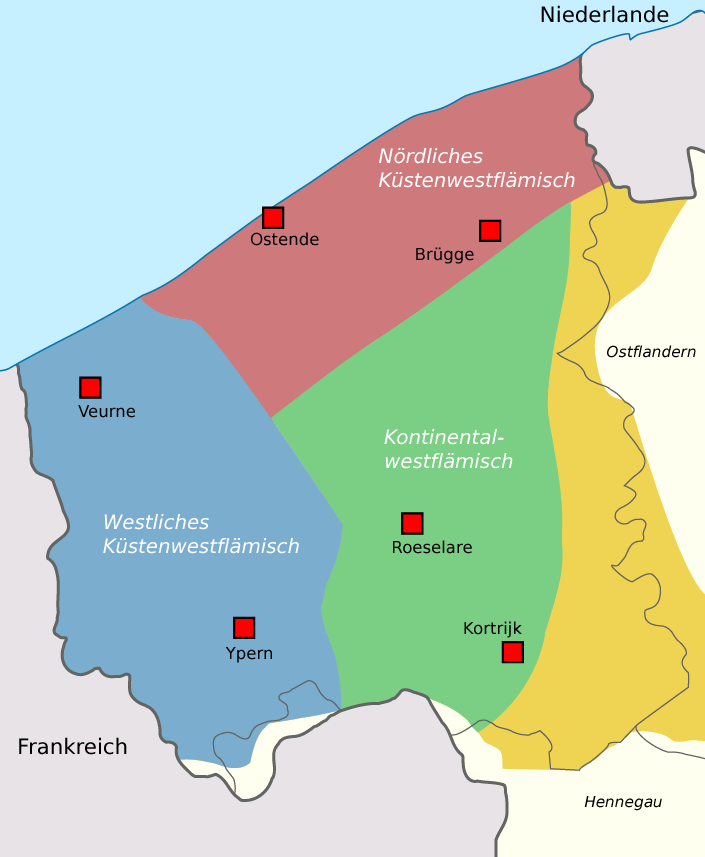
Unterdialekte in Westflandern

Westflämisch ist eine Sprache bzw. ein Dialekt, der in Belgien, den Niederlanden und Frankreich gesprochen wird.
Das Verbreitungsgebiet erstreckt sich vom westlichen Teil Zeeuws-Vlaanderens in den Niederlanden, der Provinz Westflandern in Belgien bis zur nordöstlichen Spitze Französisch-Flanderns.

## Verbreitung
Westflämisch wird im äußersten Norden Frankreichs in Französisch-Flandern noch von einigen Tausend Menschen gesprochen. Das Interesse am Dialekt wächst wieder, nachdem jahrhundertelang die Sprache aus nationalistischen Gründen unterdrückt wurde. Im westlichen Teil Zeeuws Vlaanderen wird von einer kleinen Minderheit Westflämisch gesprochen. In der Provinz Westflandern ist der Dialekt die gebräuchliche Umgangssprache. Bei einer Umfrage im Jahre 1993 gab es bei Studenten eine durchschnittliche Dialektkenntnis von 88 % in Westflandern. Im Gegensatz dazu lag in Ostflandern der Anteil bei 50 % und in Limburg bei 40 %.
Insgesamt kommt Westflämisch auf 1,2 Millionen Sprecher.

## Abgrenzung und innere Unterteilung
Zwischen Westflämisch und Ostflämisch besteht ein Dialektkontinuum, das heißt, dass zwischen beiden Varianten ein nahtloser Übergang besteht. Mit zunehmender Entfernung ähnelt Ostflämisch immer mehr den brabantischen Dialekten.
Seeländisch (Zeeuws), das in der niederländischen Region Zeeland noch von 200.000 Menschen gesprochen wird, ist ebenfalls eng verwandt mit Westflämisch.
Die westflämischen Dialekte bilden eine recht homogene Einheit. Im Gegensatz zur Situation in Ostflandern versteht ein Westflame aus dem Norden ohne Probleme den Dialekt aus dem Südosten. Unterschiede sind vor allem punktuell.
Es sind dennoch vier Gruppen erkennbar:
- nördliches Küstenwestflämisch
- westliches Küstenwestflämisch
- Kontinentalwestflämisch
- Französisch-Westflämisch

Beispiel: Die Verkleinerungsform -tje (huzetje, niederländisch: huisje, deutsch: Häuschen) ist an der Küste gebräuchlich. Dem entgegen steht das -ke (huzeke) im Landesinneren.
Typisch für Küstenwestflämisch bei der Verwendung der ersten Person Singular ist die Beugung der Verben für die erste Person Plural. ik zin (deutsch: „ich bin“), ik peizen („ich denke“) anstelle von ik ben, ik peis.
Das Flämisch in der französischen Westhoek grenzt sich stärker ab und hat seine Ähnlichkeit, dank der politischen Trennung vom restlichen flämischen Sprachgebiet, mit dem archaischen Mittelniederländisch stärker bewahrt.

## Offizieller Status
Die Unterschiede zwischen Westflämisch und Niederländisch sind teilweise größer als zwischen Afrikaans und Niederländisch, dennoch hat Westflämisch keine Anerkennung als eigenständige Sprache. In Belgien wurde eine Anerkennung als Minderheitensprache, um die sprachliche Verwirrung nicht zu steigern, nicht ratifiziert. In Frankreich steht Westflämisch auf der Liste der langues régionales de France. Das eng verwandte Zeeuws strebte in den Niederlanden eine Anerkennung an. Ein Antrag wurde jedoch 2004 abgelehnt.

## Geschichte
Brügge sorgte als kulturelles und finanzielles Zentrum der Burgundischen Niederlande für eine gewisse Standardisierung des Mittelniederländischen, des Vorgängers des heutigen Niederländischen. Die damaligen Dialekte unterschieden sich noch nicht so stark voneinander wie heute. Westflämisch hat bis heute die meisten Merkmale des Mittelniederländischen bewahrt.
Obwohl eine niederfränkische Sprache, hat Westflämisch viele nordseegermanische Merkmale, die Anlass zu der Überlegung bieten, im Westflämischen gebe es friesisches Substrat.
In der zweiten Hälfte des 19. Jahrhunderts wandten sich Sprachpartikularisten gegen die Einführung und Standardisierung des „halb-jüdischen, halb-heidnischen Hoch-Holländisch“ in Belgien. Man fürchtete vor allem ein Überschwappen des Protestantismus und der Säkularisierung im katholischen Flandern. In dieser Zeit hat sich der katholische Dichter Guido Gezelle als westflämischer Vordenker profiliert.
Wegen des ländlichen Charakters und der peripheren Lage Westflanderns konnte sich Westflämisch bis heute stärker als andere Dialekte behaupten. Aufgrund des starken Einflusses Flämisch-Brabants in den Medien und infolge der Einführung der niederländischen Standardsprache befindet sich jedoch auch dieser Dialekt auf dem Rückzug.

## Nordseegermanische Merkmale
Die Verwandtschaft zum Englischen, englischen Dialekten, Altenglisch und Friesischen ist teilweise sehr deutlich. Das Küstenwestflämische ist den nordseegermanischen Sprachen noch ähnlicher, da das Kontinentalwestflämisch mehr den Einflüssen aus Brabant ausgesetzt war.
| Deutsch | Niederländisch | Westflämisch | Englisch |
| ------- | -------------- | ------------ | -------- |
| sanft   | zacht          | zocht        | soft     |
| brachte | bracht         | brocht       | brought  |
| ab      | af             | of           | off      |

### Phonetik
Die in vielen englischen Dialekten vorkommende h-Elision am Wortanfang findet man auch im Küstenwestflämisch.
Kennzeichnend für das gesamte Westflämisch ist die Glottalisierung des g [χ] zu einem h. Die Kombination der Merkmale ist oft stigmatisierend für Westflamen. De hoed zit goed heißt es im Algemeen Nederlands (AN). Daraus wird De oed zit hoed. Dies kann beim Gebrauch von AN zu einer Hyperkorrektion führen.
Der altniederländische Text Hebban olla vogala zeigt Beispiele einer solchen Unsicherheit beim Gebrauch des h-Lautes: altniederländisch hic statt ic (dt. „ich“) und lateinisch abent statt habent (deutsch „sie haben“).
Der ü-Klang [ʏ] wie in put und dun (deutsch: „Grube“ und „dünn“) wird zu pit und dinne [ɪ] im Westflämischen und pit und thin im Englischen.
Wie im Englischen verdunkelt sich das a [ɑ] zu einem o [ɒ], was sich anhand der rechten Tabelle genauer beobachten lässt.
Während im AN und anderen Dialekten beim Suffix -en eher das n wegfällt, wird im Westflämischen das n direkt an den Wortstamm angehängt. Beispiele (AN in Klammern): zotn (zotten), hurtn (luisteren) und bustn (borsten) (deutsch: „Verrückte“, „lauschen“, „Brüste“). Dies findet man im Englischen ebenfalls wieder (beaten, listen).
Neben hurtn und bustn steckt in bus (bos), mussels (mosselen), vul (vol) und zunne (zon) (deutsch: „Busch“, „Muschel“, „voll“, „Sonne“) ein weiteres Merkmal: Das o palatalisiert zum ü [ʏ].
Ebenfalls kennzeichnend für die Küstensprachen ist die Umformung des altwestgermanischen Diphthongs iu zu ie, wohingegen kontinentale Dialekte ein üü entwickelt haben. Beispiele: kieken, vier, stieren (analog dazu englisch: chicken, fire, steer) stehen kuiken (mit Diphthongierung von uu nach ui), vuur, sturen gegenüber (deutsch: Küken, Feuer, steuern).

### Grammatische Merkmale und Wortschatz
Auffallend ist die noch teilweise durchführte Pluralbildung im Westflämischen durch -s, im Gegensatz zu -en im Niederländischen. Beispiele: trings (treinen), keuns (konijnen), brils (brillen), kleers (kleren), kinders (kinderen) (deutsch: „Züge“, „Kaninchen“, „Brillen“, „Kleider“, „Kinder“).
Einerseits leben noch viele Wörter aus dem sächsischen Erbe im westflämischen Dialekt weiter. Andererseits hat der Dialekt durch den Handel mit England viele Lehnwörter übernommen.

## Französische Merkmale
Die Nachbarschaft zur französischen Sprache und die ökonomische Vorherrschaft Walloniens nach der Gründung Belgiens haben zu einem starken Einfluss auf den Wortschatz der westflämischen Dialekte geführt.
| Westflämisch           | Französisch | Niederländisch | Deutsch |
| ---------------------- | ----------- | -------------- | ------- |
| pertank                | pourtant    | nochtans       | dennoch |
| forsette oder ferkette | fourchette  | vork           | Gabel   |
| assiete oder talôre    | assiette    | bord           | Teller  |
| couvers                | couverts    | bestek         | Besteck |
| freings                | freins      | remmen         | Bremsen |

In einem negierenden Satz benutzt man im Westflämischen, wie im Standard-Niederländischen, ein negatives Beiwort nie(t) („nicht“). Es gibt aber zusätzlich ein Verneinungswörtchen, wie man es im Französischen benutzt. Beispiel: „Jan en ee nie veel geld“ (deutsch: „Jan hat nicht viel Geld“).
Vor t, d und s mutiert der Diphthong au (geschrieben ou) zu einem u [ʊ] ('t is koud in m'n oude kousen). Dies lehnt vermutlich an die französische Aussprache an. Ebenso verschiebt sich ein langes o [o] zu ö [ø].

## Merkmale aus dem Mittelniederländischen
Für brabantische Niederländisch-Sprecher wirkt Westflämisch häufig wie eine alte Sprache. Dies liegt daran, dass das Westflämische vieles aus dem Mittelniederländisch bewahrt hat.
Auffallend ist die Flexion der Antworten ja und nee („ja“ und „nein“).
|                             | Ja        | Nee      |
| --------------------------- | --------- | -------- |
| 1. Person Singular          | joak      | nink     |
| 2. Person Singular          | joaj/joag | nej/nêeg |
| 3. Person Singular männlich | joaj/joan | nej/nen  |
| 3. Person Singular weiblich | joas      | nes      |
| 3. Person Singular sächlich | joat      | nent     |
| 1. Person Plural            | joam/joaw | nim /new |
| 2. Person Plural            | joj       | nej      |
| 3. Person Plural            | joa(n)s   | ne(n)s   |

Die Monophthonge ie und uu für die standardsprachlichen Diphthonge ij und ui haben sich ebenfalls aus dem Mittelniederländischen gehalten.
Manchmal gibt es bei den unbestimmten Artikeln ein Genus, das im Standardniederländischen vollständig verschwunden ist.
Beispiel: ne stier, en koe, e kalf (deutsch: „ein Stier, eine Kuh, ein Kalb“) – Niederländisch immer een. Viele weibliche Substantive enden zudem auf ein -e (Beispiel: de boane; niederländisch: de baan; deutsch: „die Straße“).